# Denfield McNab
Denfield Roosevelt McNab (* 4. Mai 1943 in Punta Gorda, Britisch-Honduras) ist ein ehemaliger belizischer Radrennfahrer.
Er nahm an den Olympischen Sommerspielen 1968 in Mexiko teil. Er fuhr in der Einerverfolgung. Schon 1966 war er bei den British Empire and Commonwealth Games 1966 in Kingston gefahren.